# Ganghwa
Ganghwa (del coreano: 강화), oficialmente Condado de Ganghwa (en coreano: 강화군, Ganghwa-gun), es un condado de la ciudad metropolitana de Incheon, Corea del Sur. El condado está compuesto por la Isla Ganghwa, así las islas pequeñas de su alrededor.

## Historia
En Ganghwa-gun se encuentran algunos lugares de interés más importantes de Corea. En la isla se encuentran numerosos dólmenes, los cuales fueron reconocidos como Patrimonio de la Humanidad. Existen alrededor de 150 dólmenes en la isla. Aunque actualmente estos dólmenes se encuentran alejados del mar, su distribución indica que estaban relacionados con la pesca durante la Edad de Bronce. Se cree que estos dólmenes serían los primeros en crearse en Corea debido al parecido que tienen Bugeun-ri y Gocheon-ri con los de Ganghwa.
En el siglo IX, Silla estableció una guarnición en la isla para combatir la piratería. Su comandante, Wang Geon, estableció su reputación militar en la guarnición y luego fundó el Reino de Goryeo. En el siglo XIII, la corte de Goryeo se refugió en la isla cuando las fuerzas mongolas les invadieron en 1232. Después de que Goryeo capitulara ante los mongoles, las fuerzas de élite en la isla se levantaron, comenzando la rebelión Sambyeolcho. 
A principios del siglo XIX, el catolicismo se introdujo en Corea a pesar de su prohibición oficial por parte de la corte coreana. La corte coreana reprimió a los misioneros franceses ilícitos, masacrando a misioneros católicos franceses y conversos coreanos por igual. En la primera batalla, la división de infantería coreana perdió mucho, y el general Yang Heon-su concluyó que solo una gran división de caballería podría resistir el poder de fuego francés. Una emboscada, por parte de las fuerzas coreanas, a una partida francesa que intentaba ocupar el templo de Cheondeung, estratégicamente importante, en la costa sur de la isla, provocó que los franceses se retiraran y abandonaran la isla. 
En 1871, después del Incidente del General Sherman, la Armada de los Estados Unidos lanzó una expedición contra los soldados en la Isla Ganghwa, lo que resultó en la Batalla de Ganghwa.
En 1875, el barco japonés Unyo, hizo una incursión en la zona costera restringida, con el pretexto de medir la costa. Realizó varios disparos a la fortaleza de la isla. Cuando el Unyo envió un bote a la isla, la guarnición coreana realizó algunos disparos. Esto derivó en el Incidente en la Isla Ganghwa. Los japoneses argumentaron que se trataba de un acto agresivo y exigieron concesiones. A principios del año siguiente, Japón envió una gran flota de la Armada Imperial Japonesa a Corea, lo que obligó al gobierno a firmar el desigual Tratado de Ganghwa. Ese acuerdo, concluido en la isla Ganghwa, abrió oficialmente a Corea al comercio exterior con Japón por primera vez durante el siglo XIX.

Ganghwa fue elevado al estado de condado en 1906, y se incorporó a la Ciudad Metropolitana de Incheon en 1995.

## Clima
| Parámetros climáticos promedio de Ganghwa (1991–2020) | Parámetros climáticos promedio de Ganghwa (1991–2020) | Parámetros climáticos promedio de Ganghwa (1991–2020) | Parámetros climáticos promedio de Ganghwa (1991–2020) | Parámetros climáticos promedio de Ganghwa (1991–2020) | Parámetros climáticos promedio de Ganghwa (1991–2020) | Parámetros climáticos promedio de Ganghwa (1991–2020) | Parámetros climáticos promedio de Ganghwa (1991–2020) | Parámetros climáticos promedio de Ganghwa (1991–2020) | Parámetros climáticos promedio de Ganghwa (1991–2020) | Parámetros climáticos promedio de Ganghwa (1991–2020) | Parámetros climáticos promedio de Ganghwa (1991–2020) | Parámetros climáticos promedio de Ganghwa (1991–2020) | Parámetros climáticos promedio de Ganghwa (1991–2020) |
| Mes                                                   | Ene.                                                  | Feb.                                                  | Mar.                                                  | Abr.                                                  | May.                                                  | Jun.                                                  | Jul.                                                  | Ago.                                                  | Sep.                                                  | Oct.                                                  | Nov.                                                  | Dic.                                                  | Anual                                                 |
| ----------------------------------------------------- | ----------------------------------------------------- | ----------------------------------------------------- | ----------------------------------------------------- | ----------------------------------------------------- | ----------------------------------------------------- | ----------------------------------------------------- | ----------------------------------------------------- | ----------------------------------------------------- | ----------------------------------------------------- | ----------------------------------------------------- | ----------------------------------------------------- | ----------------------------------------------------- | ----------------------------------------------------- |
| Temp. máx. abs. (°C)                                  | 12.6                                                  | 17.4                                                  | 22.3                                                  | 29.2                                                  | 31.0                                                  | 33.2                                                  | 35.5                                                  | 35.8                                                  | 31.7                                                  | 28.3                                                  | 23.8                                                  | 16.0                                                  | 35.8                                                  |
| Temp. máx. media (°C)                                 | 1.7                                                   | 4.5                                                   | 9.8                                                   | 16.2                                                  | 21.4                                                  | 25.4                                                  | 27.6                                                  | 29.0                                                  | 25.5                                                  | 19.5                                                  | 11.5                                                  | 3.9                                                   | 16.3                                                  |
| Temp. media (°C)                                      | -3.2                                                  | -0.7                                                  | 4.6                                                   | 10.7                                                  | 16.0                                                  | 20.5                                                  | 23.7                                                  | 24.7                                                  | 20.2                                                  | 13.7                                                  | 6.3                                                   | -0.9                                                  | 11.3                                                  |
| Temp. mín. media (°C)                                 | -8.1                                                  | -5.8                                                  | -0.6                                                  | 5.3                                                   | 11.0                                                  | 16.3                                                  | 20.6                                                  | 21.2                                                  | 15.6                                                  | 8.1                                                   | 1.2                                                   | -5.7                                                  | 6.6                                                   |
| Temp. mín. abs. (°C)                                  | -22.5                                                 | -19.4                                                 | -11.3                                                 | -4.4                                                  | 1.6                                                   | 6.9                                                   | 12.7                                                  | 12.5                                                  | 3.0                                                   | -4.2                                                  | -12.0                                                 | -19.8                                                 | -22.5                                                 |
| Precipitación total (mm)                              | 15.6                                                  | 22.5                                                  | 31.4                                                  | 64.9                                                  | 110.9                                                 | 110.0                                                 | 355.6                                                 | 300.4                                                 | 131.5                                                 | 55.8                                                  | 46.3                                                  | 21.3                                                  | 1266.2                                                |
| Días de precipitaciones (≥ 0.1 mm)                    | 5.0                                                   | 4.8                                                   | 6.0                                                   | 7.5                                                   | 8.2                                                   | 8.6                                                   | 14.1                                                  | 11.9                                                  | 7.4                                                   | 5.6                                                   | 7.5                                                   | 6.6                                                   | 93.2                                                  |
| Horas de sol                                          | 186.2                                                 | 186.5                                                 | 217.0                                                 | 221.7                                                 | 235.3                                                 | 208.5                                                 | 153.0                                                 | 184.9                                                 | 203.8                                                 | 214.3                                                 | 166.0                                                 | 171.8                                                 | 2349                                                  |
| Humedad relativa (%)                                  | 63.6                                                  | 61.0                                                  | 61.4                                                  | 62.4                                                  | 68.6                                                  | 75.1                                                  | 82.8                                                  | 79.9                                                  | 73.8                                                  | 68.9                                                  | 67.8                                                  | 65.4                                                  | 69.2                                                  |
| Fuente n.º 1: 기상청                                  |                                                       |                                                       |                                                       |                                                       |                                                       |                                                       |                                                       |                                                       |                                                       |                                                       |                                                       |                                                       |                                                       |
| Fuente n.º 2: 기상청                                  |                                                       |                                                       |                                                       |                                                       |                                                       |                                                       |                                                       |                                                       |                                                       |                                                       |                                                       |                                                       |                                                       |

## Divisiones administrativas de Ganghwa-gun

Administrative divisions

- Ganghwa-eup (강화읍)
- Seonwon-myeon (선원면)
- Bureun-myeon (불은면)
- Gilsang-myeon (길상면)
- Hwado-myeon (화도면)
- Yangdo-myeon (양도면)
- Naega-myeon (내가면)
- Hajeom-myeon (하점면)
- Yangsa-myeon (양사면)
- Songhae-myeon (송해면)
- Gyodong-myeon (교동면)
- Samsan-myeon (삼산면)
- Seodo-myeon (서도면)

## Ciudades hermanadas
- Soeda, Fukuoka